# Likoma (moljac)
Likoma je rod moljaca iz porodice Sphingidae koji su prvi opisali Walter Rothschild i Karl Jordan 1903.

## Vrste
- Likoma apicalis (Rothschild i Jordan 1903.)
- Likoma crenata Rothschild & Jordan 1907